# Roy Hodgson
Roy Hodgson (London, 9. kolovoza 1947.) bivši je engleski nogometaš i trener. 
Bio je trenerom mnogih poznatih momčadi, među kojima se ističu milanski Inter (u dva navrata), Švicarska, Blackburn Rovers, Liverpool i Udinese. S Halmstadsom i Malmöm ukupno je 6 puta bio prvak Švedske, Švicarsku je uveo među 16 najboljih na Svjetskom prvenstvu u nogometu 1994., a Fulham u finale UEFA Europska lige 2009./10.; također je 2010. proglašen za trenera godine u Engleskoj (LMA Manager of the Year).
Hodgson je nekoliko puta bio u sastavu UEFA-ine tehničke studijske grupe na Europskim nogometnim prvenstvima, a istu je dužnost obnašao i na FIFA-inom Svjetskom prvenstvu 2006. u Njemačkoj. Često je televizijski sukomentator u zemljama gdje je radio kao trener, zbog svog znanja pet jezika.

## Vanjske poveznice
- Profil na službenoj stranici West Bromwich Albiona  Arhivirana inačica izvorne stranice od 25. veljače 2011. (Wayback Machine) (engl.)